# Trichonotus setiger
Trichonotus setiger är en fiskart som beskrevs av Bloch och Schneider, 1801. Trichonotus setiger ingår i släktet Trichonotus och familjen Trichonotidae. Inga underarter finns listade i Catalogue of Life.